# East Tuddenham
East Tuddenham – wieś w Anglii, w hrabstwie Norfolk, w dystrykcie Breckland. Leży 16 km na zachód od Norwich i 153 km na północny wschód od Londynu.
W 2001 miejscowość liczyła 436 mieszkańców.